# Царухи

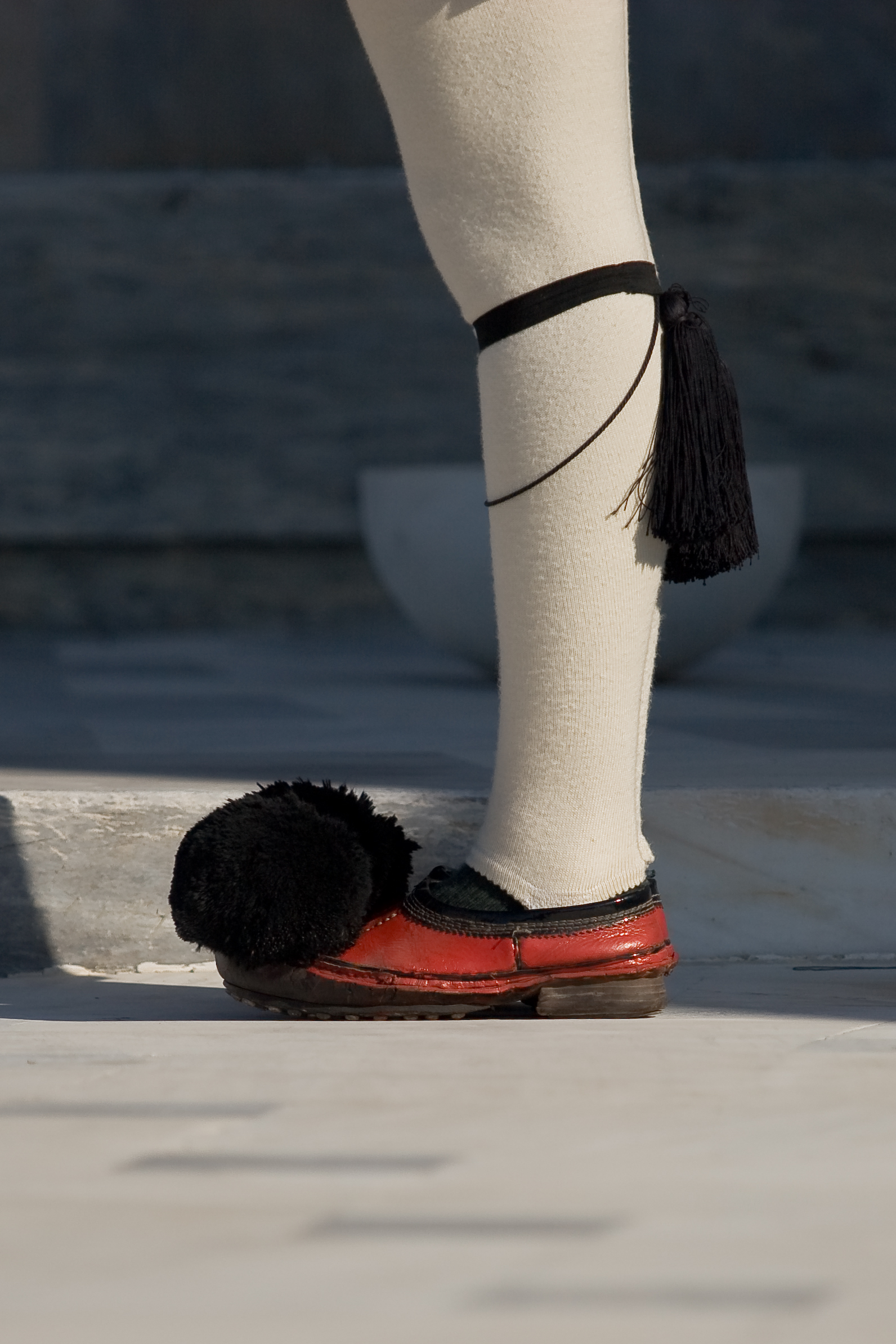
Царухи эвзона

Царухи (греч. Τσαρούχι, во множественном греч. τσαρούχια) — один из видов кожаных ботинок-сабо, часть национального греческого костюма.
Сейчас царухи, наряду с фустанеллой и фареоном — элемент официальной униформы элитного подразделения Вооруженных сил Греции — Президентской гвардии эвзонов.

## История
По одной из версий, слово происходит от турецкого названия соответствующей обуви чарык (тур. Çarık). Первоначально царухи — кожаные ботинки, которые носили крестьяне части материковой Греции, но также в некоторых районах Балкан и в Турции в 19 — начале 20 века.
Царухи изготавливали из жёсткой сыромятной (?) или дублёной кожи «τελατίνι», которая имела яркий красный цвет. Обычно на носке царухи имели большой помпон. Помпон для мужчин красился в черный цвет, а для женщин и детей — в красочные цвета. Ботинки обычных крестьян были повседневными и не имели украшений, в то время как у богатых греков украшались кружевом и стразами.
Каждый современный царух эвзона весит около 1 кг (3 фунта) и подбит 50 стальными гвоздями [уточнить], чтобы эвзон не споткнулся из-за скользкой подошвы и мог эффектно цокать по мостовой. Подошва царухов толстая и деревянная. Как и вся униформа, царух изготавливается вручную в пошивочной мастерской Президентской гвардии.